# До неба (филм)
До неба (енгл. Up) је рачунарска цртана комедија и пустоловина из 2009. године, произведена од стране Пиксар анимацијског студија, дистрибуирана од стране компаније Волт Дизни. Прича говори о 78-годишњем продавцу балона, Карлу Фредриксену (Ед Аснер), који најзад испуњава свој животни сан о великој авантури, када веже хиљаду балона за своју кућу и одлети према дивљинама Јужне Америке. Филм је режирао Пит Доктер, који је написао и сценарио, док је музику за филм компоновао Мајкл Џакино.
Доктер је почео рад на причи 2004. године, названој Хелијумс, која је базирана на фантазијама о бежању од живота, кад постане превише иритантан. Он је, са још једанаест других Пиксарових уметника, провео три дана у Венецуели, где је истраживао и налазио инспирацију. Дизајн ликова знатно је карикиран и стилизован, а аниматори су били у изазову креирања реалистичне тканине.
До неба је први Пиксаров филм који је приказиван у Дизни Дигитал 3Д-у. Филм је отворио Кански филмски фестивал 2009. године, као први анимирани и 3Д филм који је то урадио. Реализован је 29. маја 2009. и зарадио је преко 735 милиона долара широм света и примио је у огромној мери позитивне критике од стране критичара, који га сматрају једним од најбољих анимираних филмова икада. Посебно су хваљени Аснерово позајмљивање гласа и Џакинова музика, као и монтажа Карла и његове жене како старе заједно. Филм је освојио два Оскара, за најбољи анимирани филм и најбољу оригиналну музику, а био је номинован за још три, укључујући онај за најбољи филм, што га је учинило другим анимираним филмом у историји који је био номинован за ову награду, након филма Лепотица и звер (1991).

## Радња
Прича говори о 78-годишњем продавцу балона, Карлу Фредриксену, који најзад испуњава свој животни сан о великој авантури, када веже хиљаду балона за своју кућу и одлети према дивљинама Јужне Америке. Нажалост прекасно ће схватити да се његова највећа ноћна мора, заједно са њим упутила на ово путовање, ултраоптимистични осмогодишњи извиђач по имену Расел.

## Гласови
| Глумац           | Улога           |
| ---------------- | --------------- |
| Ед Аснер         | Карл Фредриксен |
| Кристофер Пламер | Чарлс Ф. Манц   |
| Џордан Нагаи     | Расел           |
| Боб Питерсон     | Даг Алфа        |
| Пит Доктер       | Кевин           |
| Елизабет Доктер  | Ели             |